# Litauische Medizinbibliothek

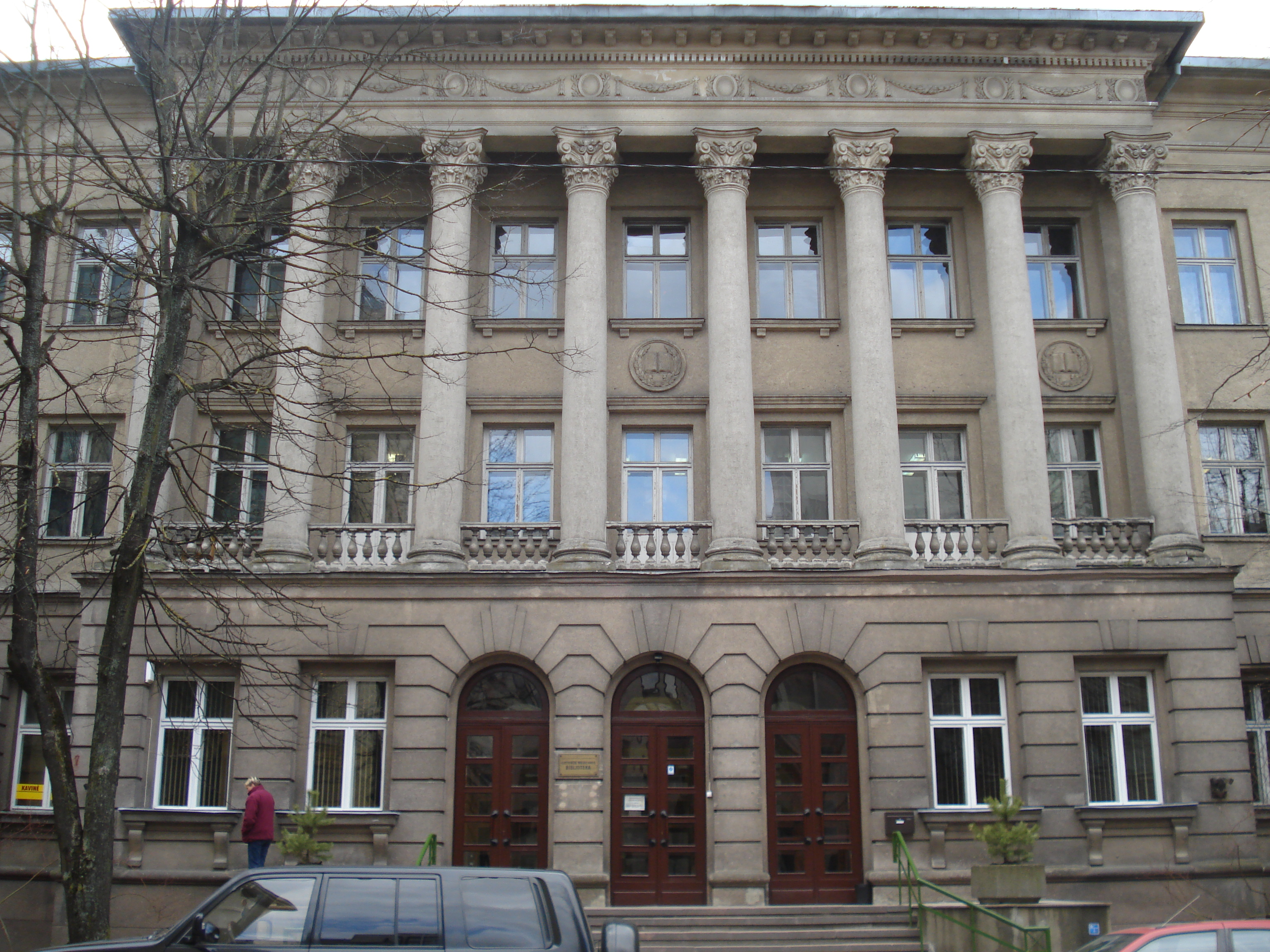
Medizinbibliothek

Die Litauische Medizinbibliothek (lit. Lietuvos medicinos biblioteka) ist eine Bibliothek in der litauischen Hauptstadt Vilnius.

## Geschichte
1944 gründete man in Sowjetlitauen die staatliche zentrale wissenschaftlich-medizinische Bibliothek. Von 1952 bis 1990 hieß sie als Valstybinė mokslinė medicinos biblioteka. Seit 1990 führt sie die heutige Bezeichnung. Ab 1945 bekam man die Bücher von Kauno medicinos institutas, aus Moskau, Charkow und anderen sowjetischen Forschungsinstitutsbibliotheken, von privaten Personen wie Vytautas Girdzijauskas, Liubomiras Laucevičius, Tomas Kairiūkštis, Chackelis Kibarskis, V. Šimkūnas etc.